# (34125) Biancospino
(34125) Biancospino  es un asteroide perteneciente al cinturón de asteroides, descubierto el 23 de agosto de 2000 por S. Sposetti desde el Observatorio Astronómico de Gnosca, en Suiza.

## Designación y nombre
(34125) Biancospino se designó inicialmente como 2000 QZ.
Fue nombrado por varios árboles de este espino (Crataegus monogyna, familia Rosaceae) que crecen cerca del observatorio donde se descubrió este planeta menor. Presenta flores blancas en primavera y frutos rojos en otoño. El nombre italiano de este árbol es biancospino.

## Características orbitales
(34125) Biancospino orbita a una distancia media del Sol de 3,170 ua, pudiendo acercarse hasta 2,626 ua y alejarse hasta 3,715 ua. Tiene una excentricidad de 0,172 y una inclinación orbital de 1,720° grados. Emplea en completar una órbita alrededor del Sol 2061,90 días.
Los próximos acercamientos a la órbita de Júpiter ocurrirán el 28 de marzo de 2056, el 24 de enero de 2067 y el 7 de diciembre de 2077.
Pertenece a la familia de asteroides de (24) Themis.

## Características físicas
Su magnitud absoluta es 14,98. 